# Język mbati
Język mbati, także isongo, issongo, lisongo, lissongo, songo – język z rodziny bantu, używany w Republice Środkowoafrykańskiej w prefekturze Lobaye.
W klasyfikacji Guthriego zaktualizowanej przez J.F. Maho język mbati zaliczany jest do języków ngondi grupy geograficznej języków bantu C a jego kod to C13.
Dialekty języka mbati to: bolemba, bonzio, bwaka i mbati, występujące w Mbaïki.